# Meilenstein (Gossa; Chausseestraße 19)

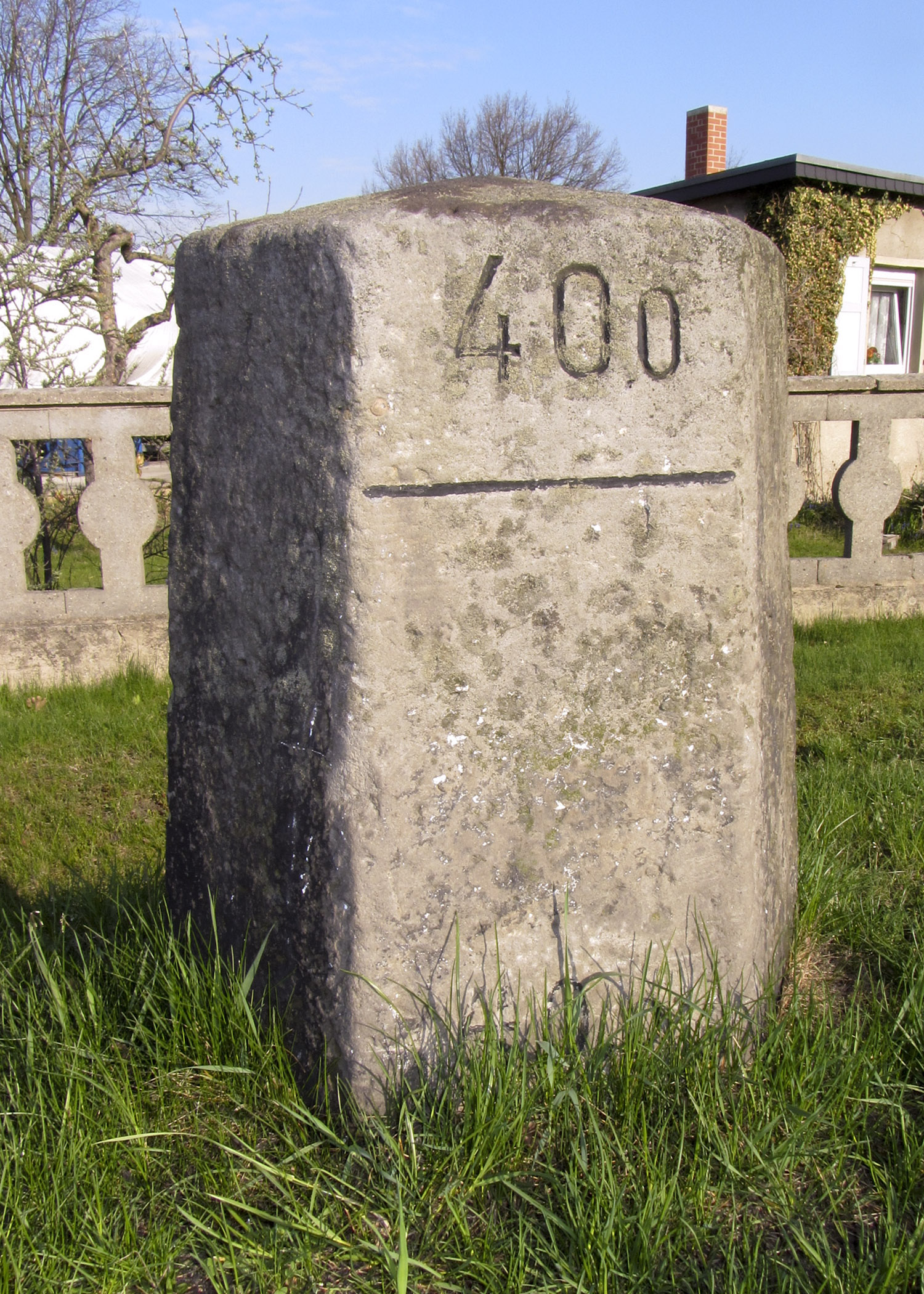
Preußischer Ganzmeilenstein in Gossa

Der Meilenstein in der Chausseestraße 19 in Gossa im Landkreis Anhalt-Bitterfeld in Sachsen-Anhalt ist einer von zwei Sechskant-Meilensteinen im Ort. Obwohl beide schon seit Jahrzehnten an ihren heutigen Standorten stehen, war zunächst nur dieser denkmalgeschützte Distanzstein in der Chausseestraße 19 (Bundesstraße 100) bekannt. Die B 100 ist die Nachfolgerin der preußischen Chaussee Berlin–Kassel, an der beide Steine in den 1870er Jahren errichtet wurden.
Sechskantige Meilensteine sind fast ausschließlich von dem Chausseeabschnitt Halle–Wittenberg bekannt. Auf Halle bezieht sich auch die heutige Inschrift „40,0“, denn das ist die Entfernung dorthin in Kilometern, wodurch der Stein, ähnlich wie in Bitterfeld, in seiner Zweitnutzung zu einem Kilometerstein wurde. Er wird gelegentlich auch Myriameterstein genannt, da sich diese Bezeichnung in Bitterfeld findet, doch fehlt dafür eigentlich die Angabe in Myriameter, wenngleich man sie sich aus der Kilometerangabe leicht erschließen kann. Die Angabe von 40 Kilometern entspricht keiner gängigen Meilenangabe, denn die preußische Meile misst 7,532 Kilometer, die kursächsische Meile 9,062 Kilometer, so dass der ursprüngliche Standort dieses Steines 500 Meter südwestlich von Schlaitz vermutet werden muss.
Der Distanzanzeiger besitzt dieselben Maße wie die Meilensteine in Roitzsch, Bitterfeld oder auch Landsberg, ein sicheres Indiz dafür, dass die Steine zeitgleich aufgestellt wurden. Ob sich zwischen den einstigen Ganzmeilensteinen auch Viertel- und Halbmeilensteine befanden, ist noch nicht restlos geklärt und bisher nur für Halle nachgewiesen. Im Denkmalverzeichnis ist der Distanzstein scheinbar nicht verzeichnet.